# Mese a vakondról, aki tudni akarta, hogy ki csinált a fejére
A Mese a vakondról, aki tudni akarta, hogy ki csinált a fejére, egy 1989-ben, Németországban megjelent gyerekkönyv. Werner Holzwarth tabutémát dolgoz fel, egy mese keretében ismerteti a gyerekekkel a különböző állatok székleteit.
A könyv alapján egy rövid, gyerekeknek szóló színdarab is készült, amelyet 2002-ben az Edinburgh-i fesztiválon adtak elő először.

## A könyv kiadásai
A könyv 2015-ig 27 nyelven, több mint 3 millió példányban jelent meg. Az 1989-es német kiadást követően Nagy-Britanniában 1994-ben adta ki a David Bennett Books, miután több kiadó is elzárkózott a megjelentetésétől túl durvának minősítve a nyelvezetét. A könyvnek a londoni metróban megjelenő plakátjait cenzúrázták, és módosítani kellett azokat.
Az angol nyelvű kiadást követően megjelent többek között arab, koreai, japán, orosz és afrikaans nyelven is. Magyarul először 2013-ban a Pozsonyi Pagony Kft. adta ki. Német nyelvterületen különösen sikeres: nyolc német nyelvjárásban is megjelent, és 2013-ban a Cocon Verlag kiadói díját kapta meg. 2006-ban az 50 legjobb gyerekkönyv közé választották be.

## A szerzők
A szerző, Werner Holzwarth (1947–) a Weimari Bauhaus Egyetem professzora. 1973-tól szövegíróként, majd a kreatív csoport vezetőjeként dolgozott az Ogilvy és McCann-Erickson reklámügynökségnél. 1980–1982 között Dél-Amerikában élt és szabadúszó újságíróként jelentetett meg cikkeket a Stern, a Spiegel és a Die Zeit című folyóiratokban. Németországba visszatérése után a TBWA, majd az Ogilvy kreatív igazgatója lett. 1990-ben partnereivel elnyerte az Év legjobb új ügynöksége díjat. A Bauhaus Egyetem professzoraként 1995–2012 között dolgozott. Szakterülete a vizuális kommunikáció volt.
A rajzokat készítő Wolf Erlbruch (1948–2022) posztmodern illusztrátor, Németország egyik legnevesebb illusztrátora. Számos gyerekkönyv rajzai fűződnek a nevéhez, amelyeknek köszönhetően elnyerte a "Német Ifjúsági Irodalmi Díjat".

## A történet
Reggel a kis vakond kinézett az otthonából, hogy megnézze, felkelt-e már a Nap. Ekkor egy állat a fejére pottyantott. Ezért a vakond útnak indult, hogy megtalálja a tettest. Megnézte, hogy a galamb, az őz, a kecske, a tehén, a disznó, a ló, a nyúl milyen formájút ürít. Végül a legyek segítettek neki, akik elmondták a vakondnak, hogy Baryk, a vérengző eb volt az elkövető. A vakond bosszút állt: a kutya fejére pottyantott, majd boldogan hazasétált.

## Magyarul
- Mese a vakondról, aki tudni akarta, hogy ki csinált a fejére; ill. Wolf Erlbruch, ford. Győri Hanna; Pagony, Bp., 2013